# Jean Blanc (cyclisme)
Pour les articles homonymes, voir Jean Blanc et Blanc (homonymie).
Jean Blanc, né le 3 décembre 1918 à Cébazat (Puy-de-Dôme) et mort le 15 novembre 1999 dans la même ville, est un coureur cycliste français, professionnel de 1946 à 1951.

## Palmarès

### Par année
- 1942
  - 2e du championnat d'Auvergne
  - 3e du Grand Prix d'Issoire
- 1946
  - 6e du Grand Prix des Nations
- 1947
  - Trophée des grimpeurs
- 1950
  - 2e du Circuit des Monts du Livradois
- 1954
  - Paris-Thiers

### Résultats sur les grands tours

#### Tour de France
1 participation
- 1949 : 48e